# Nicola Coleti
Nicola Coleti, o Nicola Coletti (Venezia, 1680 – Venezia, febbraio 1765), è stato uno storico e presbitero italiano.

## Biografia
Nato a Venezia, studiò a Padova, dove conseguì la laurea in Medicina. Divenuto abate della Chiesa di San Moisè a Venezia, si dedicò alla ricerca storica e antiquaria.
La sua prima opera importante fu una nuova edizione dell'Italia sacra di Ferdinando Ughelli, promossa dal pontefice Clemente XI e pubblicata in dieci volumi dal 1717 al 1722. Oltre a correggere molti errori, Coleti continuò la storia di Ughelli fino all'inizio del XVIII secolo.
Il magnum opus di Coleti è la sua monumentale Collectio Conciliorum. Fino a quel momento c'erano state due edizioni standard dei Concili, la Sacrorum conciliorum nova et amplissima collectio di Philippe Labbe e Gabriel Cossart (1671–72), e quella di Jean Hardouin (1715). Étienne Baluze aveva iniziato un lavoro simile, ma ne era stato pubblicato solo il primo volume. La Collectio Conciliorum di Coleti era basata su quella di Labbe, pur servendosi anche di quelle di Baluze e Hardouin. Fu pubblicata da suo fratello Sebastiano tra il 1728 e il 1733 in ventitre volumi. Gli ultimi due, intitolati Apparatus primus e Apparatus secundus, contenevano gli indici, per i quali la collezione è particolarmente preziosa.
Altre opere di Coleti furono la Series episcoporum Cremonensium aucta (1749) e i Monumenta ecclesiæ Venetæ S. Moisis (1758). Coleti annotò anche un manoscritto di Scipione Maffei, oggi conservato nella Biblioteca Vallicelliana di Roma.
Morì a Venezia nel febbraio del 1765.